# 卡姆揚卡 (羅夫諾州)
50°58′32″N 26°38′34″E / 50.97556°N 26.64278°E
卡姆揚卡（烏克蘭語：Кам'янка）是位於烏克蘭西北部里夫內州里夫內區貝雷茲內市鎮的村莊。該村始建於1875年，面積1.54平方公里，海拔高度181米，2001年人口1,205，人口密度每平方公里782.5人。